# قانون بأثر رجعي

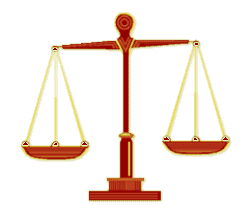

القانون بأثر رجعي هو القانون الذي يغير بأثر رجعي الأحكام القانونية للأفعال التي ارتكبت سابقًا أو العلاقات التي حصلت قبل وضع القانون. فيما يخص القانون الجنائي قد يجرم هذا النوع من القوانين الأفعال التي كانت قانونية عند ارتكابها، وقد يؤدي إلى تفاقم عقوبة الجريمة عن طريق جعلها في تصنيف أعلى مما كانت عليه عندما ارتكبت، وقد يغير العقوبة المنصوص عليها في جريمة ما وذلك بإضافة عقوبات جديدة أو تمديد الأحكام، أو قد يغير قوانين الاثبات فيما يخص الإدانة بجريمة لقوانين إثبات مختلفة مما كانت عليه عند ارتكاب الجريمة.
وهناك شكل من أشكال القوانين بآثار رجعية والتي يُطلق عليها عادة قوانين العفو العام والتي قد تصنف بعض الأفعال على أنها ليست بجرائم. (أو بدلاً من إعادة تعريف الأفعال والجرائم على أنها غير جنائية قد يوقف القانون ببساطة المقاضاة، أو قد يسن عدم وجود عقوبة ولكنه يترك الإدانة الأساسية دون تغيير). يملك قانون العفو تأثير مماثل يخص حالة معينة بدلاً من مجموعة من الحالات (يترك قانون العفو في أغلب الأحيان الإدانة على حالها دون تغيير، يتم أحيانًا رفض العفو لهذا السبب).
قد تؤدي التغييرات القانونية الأخرى إلى تخفيف العقوبات بأثر رجعي (على سبيل المثال عن طريق استبدال عقوبة الإعدام بالسجن مدى الحياة).
لا تسمح بعض السلطات القضائية العامة بتشريع قوانين جنائية بأثر رجعي، على الرغم من أن أي قوانين جديدة تنطبق بشكل عام على الأحداث التي وقعت قبل التشريع القضائي. يحظر دستور الولايات المتحدة بشكل صريح تشريع قوانين بأثر رجعي في المادة 1 القسم 9 البند 3 (فيما يتعلق بالقوانين الفيدرالية) والمادة 1 القسم 10 (فيما يتعلق بقوانين الولايات). يمكن تشريع قوانين بأثر رجعي في بعض الدول التي تتبع نظام حكم وستمنستر مثل المملكة المتحدة، لأن سيادة البرلمان تسمح له بإقرار أي قانون يرغب فيه. قد تكون التشريعات ذات الاثر الرجعي محظورة في الدول ذات القوانين الثابتة أو الدستور المكتوب.
في حين تحظر السلطات القضائية الأمريكية بشكل عام التشريعات ذات الاثر الرجعي فإن الدول الأوروبية تطبق مبدأ قانون تخفيف العقوبة (القانون المعتدل). وينص على أنه إذا تم تغيير القانون بعد ارتكاب جريمة تطبق صيغة القانون الأكثر فائدة للمتهم. وهذا يعني أن القوانين ذات الأثر الرجعي تطبق في المحاكم القضائية الأوروبية إلى الحد الذي تكون فيه القوانين الأكثر رحمة.

## القوانين بأثر رجعي حسب الدولة

### أستراليا
لا يوجد في أستراليا حظر دستوري على القوانين ذات الأثر الرجعي رغم أن القوانين ذات الأثر الرجعي قد تنتهك مبدأ الفصل الدستوري بين السلطات. عادة ما تسن المحاكم الأسترالية القوانين بافتراض ثابت بعدم تطبيقها بأثر رجعي.
تم إصدار قوانين بأثر رجعي مخصصة لمحاكمة ما كان يُعتقد أنها وسائل غير أخلاقية للتهرب الضريبي في أوائل الثمانينيات من قبل حكومة فرازر. وتم اعتبار التشريعات التي تجرّم بعض جرائم الحرب بأثر رجعي تشريعات دستورية.
تصدر الحكومة في بعض الأحيان بيانًا صحفيًا تصرح فيه عن نيتها تغيير قانون الضرائب اعتبارًا من تاريخ ووقت إصدار البيان الصحفي قبل عرض القانون على البرلمان.

### البرازيل
وفقًا للمادة الخامسة من القسم السادس والثلاثون من الدستور البرازيلي: لا يمكن أن يكون للقوانين آثار رجعية تؤثر على الحقوق المكتسبة أو الأفعال والأحكام القضائية المنجزة.
تحظر المادة نفسها في القسم السادس تشريع القوانين الجنائية ذات الأثر الرجعي. هناك استثناء في حالة عودة القوانين الجنائية ذات الأثر الرجعي بالفائدة على الشخص المتهم (مثل فرنسا).

### كندا
يحظر الدستور في كندا سن القوانين الجنائية بأثر رجعي بموجب الفقرة (11g) من ميثاق الحقوق والحريات. ولكن تنص الفقرة (11i) من الدستور على أنه إذا كانت العقوبة على جريمة قد اختلفت بين وقت ارتكاب الجريمة ووقت صدور الحكم بعد الإدانة، يُحكم الشخص المُدان بالعقوبة الأخف.
دخل سجل مرتكبي الجرائم الجنسية حيز التنفيذ في 15 ديسمبر / كانون الثاني عام 2004 بأثر رجعي إلى حد ما. حيث وجب على جميع الجناة المسجلين في سجل أونتاريو لمرتكبي الجرائم الجنسية الذي أنشئ في عام 2001 التسجيل في السجل الوطني الجديد. وطُلب أيضا من الجناة الذين كانوا يقضون عقوبة (سواء كانوا مسجونين أو تحت المراقبة أو مطلق سراحهم بشكل مشروط) في 15 ديسمبر / كانون الثاني عام 2004 في جميع المقاطعات التسجيل في هذا السجل بغض النظر عن وقت ارتكاب الجريمة أو الإدانة. لم يكن السجل ذو أثر رجعي لأي شخص أكمل عقوبته بحلول أواخر عام 2004 ولم يكن مدرجًا في سجل أونتاريو. لم تبت المحاكم الكندية أبدًا في الطبيعة الرجعية لسجل مرتكبي الجرائم الجنسية، حيث يبدو أنه لم يعترض عليه أحد.
لم يكن فرض تسجيل مرتكبي الجرائم الجنسية إلزاميًا لمرتكبي الجرائم الجنسية حتى عام 2011، وكان الأمر يحتاج لقرار قاضٍ. من الغريب إلى حد ما أنَّ تسجيل مرتكبي الجرائم الجنسية كان إلزاميًا على الأشخاص المُدانين قبل 15 ديسمبر / كانون الأول عام 2004 وبدأوا بقضاء العقوبةً منذ ذلك التاريخ، ولكن كان اختياريًا فقط لمرتكبي الجرائم الجنسية المدانين بين 15 ديسمبر / كانون الأول عام 2004 و1 يناير / كانون الثاني عام 2011.

### كرواتيا
تنص المادة 90 من دستور كرواتيا على أنَّ (الأحكام الفردية فقط قد تملك أثر رجعي لأسباب مبررة وبشكل استثنائي). ويعني ذلك وفقًا للباحث القانوني الكرواتي برانكو سميردل أنه «'لا يمكن تطبيق قانون بأثر رجعي كحالة عامة، ولا يمكن نهائيًا تطبيق اللوائح التي شُرعت وفقًا للسلطة القانونية بأثر رجعي».

### فنلندا
لا يسمح النظام القانوني الفنلندي بشكل عام بتشريع قوانين ذات أثر رجعي، خاصة تلك التي من شأنها توسيع نطاق المسؤولية الجنائية. ولكن ذلك ليس ممنوع بشكل قاطع. إن هذا المنع مستمد من مبادئ قانونية عامة وحقوق أساسية. قد يتم تشريع قوانين بأثر رجعي في القضايا المدنية مثل الضرائب في بعض الظروف.
ومع ذلك وجدت ثلاث حالات استثنائية شُرعت فيها قوانين جنائية بأثر رجعي في فنلندا.
أصدر برلمان فنلندا قانونًا بإنشاء محاكم لمحاكمة المتمردين المشتبه بهم في أعقاب الحرب الأهلية الفنلندية عام 1918. أصدرت هذه المحاكم أحكامًا بالإعدام في كثير من الحالات رغم أن عددًا قليلاً من هؤلاء المتهمين قد ارتكبوا جريمة تستحق عقوبة الإعدام بموجب القانون الفنلندي الذي كان ساريًا أثناء الحرب. أُعدم مئات الأشخاص بموجب ما كان يمكن اعتباره قانون بأثر رجعي. وأُعدم آلاف الأشخاص دون محاكمة من قبل الجانبين خلال الحرب قبل إنشاء المحاكم. ومع ذلك وبمجرد انتهاء هذه المرحلة من الحرب الأهلية صدرت قوانين العفو. وبالتالي أصبحت شرعية تصرفات الحكومة أو القضاة من أي من جانبيّ الحرب غير قابلة للطعن قانونيًا.
تعرضت فنلندا بعد الحرب العالمية الثانية للضغط لإدانة القادة السياسيين الذين تعتبرهم قوات الحلفاء مسؤولين عن تورط فنلندا في الحرب. صدر قانون بأثر رجعي في خريف عام 1945 يسمح بالمحاكمة بتهمة الحرب، حيث تمت إدانة ثمانية سياسيين.
صدر قانون بأثر رجعي في عام 1947 يتعلق بقضية أخرى وهي قضية مخبأ الأسلحة، بحيث سمح بمقاضاة العسكريين بسبب الإعداد غير الرسمي لمقاومة على شكل حرب عصابات في حالة الاحتلال السوفيتي.
كانت عقوبة الهرب أو الاعتراض على الأوامر هي الموت أو السجن خلال الحرب العالمية الثانية. صدرت قوانين العفو بعد الحرب العالمية الثانية لإخلاء سبيل الفارين من الخدمة والهاربين ومجموعة أخرى من الجناة والسماح لهم بالعودة إلى ديارهم دون أي عواقب قانونية مستقبلية.